# Johannes Althausen
Johannes Althausen (wirklicher Name Johannes Curt Theodor Althausen; * 18. Januar 1929 in Deutschland; † 15. November 2008 in Berlin) war ein deutscher evangelischer Theologe und Kirchenhistoriker.

## Leben
Johannes Curt Theodor Althausen studierte nach Erlangung seiner Hochschulreife Evangelische Theologie. Während seines Studiums an der Martin-Luther-Universität in Halle geriet er 1952 in die Auseinandersetzungen zwischen der DDR-Regierung und den Jugendkreisen der evangelischen Kirchen, in denen er ehrenamtlich mitarbeitete. Er wurde zusammen mit anderen verhaftet und sollte wegen staatsfeindlicher Betätigung angeklagt werden. Nach der Korrektur dieser kirchenfeindlichen Attacken durch den sogenannten „Neuen Kurs“ im Juni 1953 wurden die Ermittlungen eingestellt und keine Anklage erhoben.
Nach erfolgreichem Abschluss seines Studiums wurde er in das Vikariat der Evangelischen Kirche Berlin-Brandenburg übernommen. Nach seiner Vikarszeit wurde er zum Pfarrer ordiniert. In dieser Zeit bereitete er seine Dissertation zu einem kirchengeschichtlichen Thema vor und wurde zum Doktor der Theologie promoviert. Von 1983 bis 1993 war er Leiter der evangelischen Ausbildungsstätte Paulinum in Berlin.
Er war Mitglied im DDR-Regionalausschuss der Christlichen Friedenskonferenz.
Als 1994 die „Berliner Gesellschaft für Missionsgeschichte e.V.“ gegründet wurde, übernahm er die Funktion des Vorsitzenden, die er bis 2000 innehatte.

## Publikationen
- Alle Welt vor Augen: Erinnerungen aus dem kleineren Deutschland. Ernst-Lange-Institut für Ökumenische Studien, Rothenburg ob der Tauber, 2003, ISBN 3-928617-27-3
- Was kommt nach der Volkskirche? Oder: Wie lassen sich Strukturen überlisten? (= Oekumenische Studien, 6). Ernst-Lange-Institut für Ökumenische Studien, Rothenburg ob der Tauber, 1997, ISBN 3-928617-18-4
- Philip A. Potter: Prediger d. Solidarität. Union Verlag, Berlin, 1. Auflage 1976; DNB 760384614, 2. Auflage 1979, DNB 810287684
- Die Kirche im Gespräch der Kirchen: ökumenische Themen. Evangelische Verlagsanstalt, Berlin, 1975, DNB 760144494
- Christen Afrikas auf dem Wege zur Freiheit: 1955–1969. Union-Verlag, VOB, Berlin, 1971, DNB 730041433. Verlag der Evangelisch-Lutherischen Mission, Erlangen, 1971, DNB 730041433
- Kirche für die eine Menschheit: Ausgewählte Reden und Schriften/Willem Adolf Visser ’t Hooft. Evangelische Verlags Anstalt, 1970, DNB 576801356
- Kirchliche Gesellschaften in Berlin 1810 bis 1830: Ein Beitrag zur Geschichte der Erweckungsbewegg und des Laienapostolats in den evangelischen Kirchen des 19. Jahrhunderts. Halle, 1966, DNB 481399585. Dissertation an der Theologischen Fakultät der Universität Halle vom 8. Juni 1966
- Gebete für die Einheit der Kirche: Ut omnes unum sint. Zusammen mit Ernst-Eugen Meckel, Walter Verwiebe, Christel Steinbrink und Walter Johannsmeier. Evangelische Verlags-Anstalt, Berlin, 1962, DNB 450059855
- Sendlieder. Evangelische Verlags-Anstalt, Berlin, 1960 [Ausg. 1961], DNB 571703798

### Als Koautor
- Institut für vergleichende Staat-Kirche-Forschung (Hrsg.), Heft 19: Staat-Kirche-Modelle im vereinten Europa
- Institut für vergleichende Staat-Kirche-Forschung, Heft 20: Über Gott und die Welt. Gespräche mit Johannes Althausen, Reinhard Höppner, Paul Oestreicher und Gregory Sandfort.[4]

### Aufsätze
- Die DDR-Kirchen und die Ökumene. In: Religions for peace. Informationen Nr. 80 (2009)
- Projekt: Interreligiöses Europa. Zusammen mit Michael Lechler. In: Religions for peace. Informationen Nr. 66/2003
- 10 Jahre Mitarbeit in WCRP. In: Religions for peace. Informationen Nr. 63/2002